# Astheim (Hessen)
Astheim is een plaats in de Duitse gemeente Trebur, deelstaat Hessen.

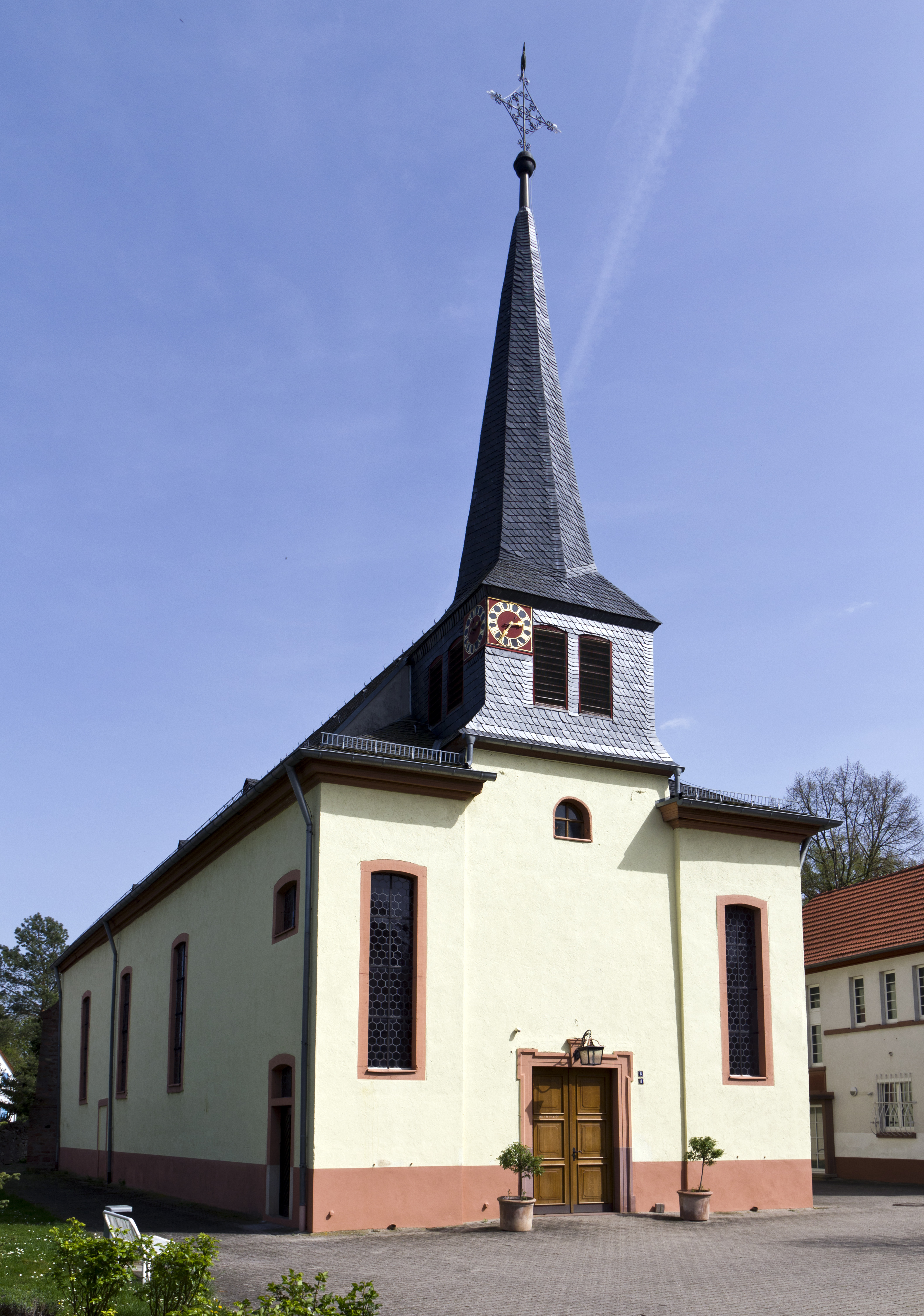
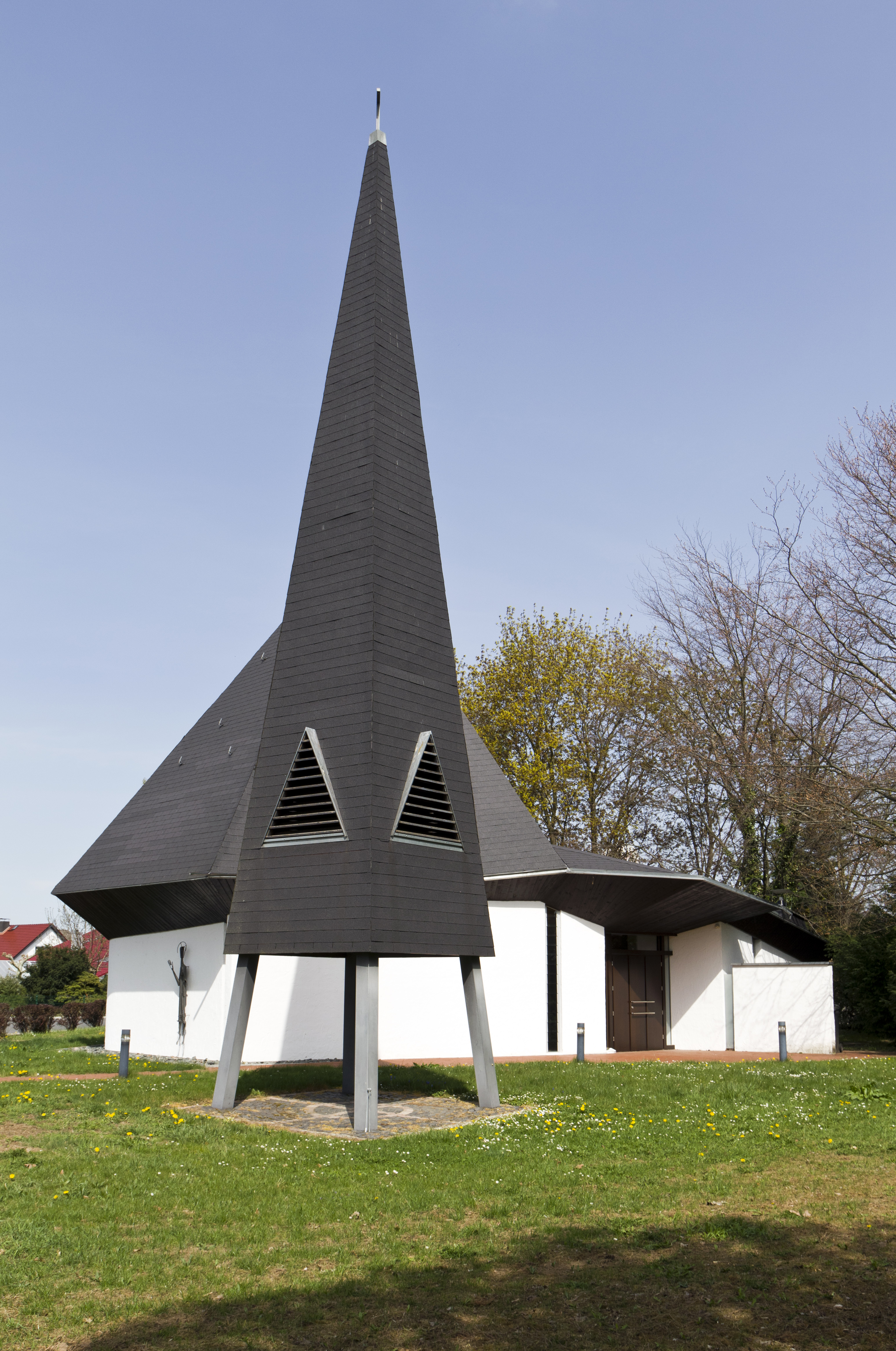